# Conophorus fenestratus
Conophorus fenestratus är en tvåvingeart som först beskrevs av Osten Sacken 1877.  Conophorus fenestratus ingår i släktet Conophorus och familjen svävflugor. Inga underarter finns listade i Catalogue of Life.